# Даисуке Насу
Даисуке Насу (јап. 那須 大亮; 10. октобар 1981) јапански је фудбалер.

## Каријера
Током каријере играо је за Јокохама Ф. Маринос, Џубило Ивата, Урава Ред Дајмондс и многе друге клубове.

## Репрезентација
Са репрезентацијом Јапана наступао је на олимпијским играма 2004.